# Megaforce Records
Megaforce Records és un segell discogràfic independent estatunidenc fundat el 1982 per Jon «Jonny Z» Zazula i la seva esposa Marsha Zazula per a publicar els primers treballs de Metallica, i dedicat principalment al rock dur i el heavy metal i que va publicar alguns dels grups que van fer evolucionar el so extrem a començaments de la dècada del 1980. Té oficines a la ciutat de Nova York (on es troba l'oficina corporativa) i Filadèlfia i es distribueix per Sony Music a nivell internacional, havent estat distribuït prèviament per Atlantic Records, mentre que els enregistraments d'Anthrax de 1985 a 1991 van ser comercialitzats per Island Records.
Els artistes de Megaforce que han aparegut a la llista Billboard 200 són Metallica, Blue October, Anthrax, Overkill, Testament, Mushroomhead, Ministry, Bad Brains i Meat Puppets. The Black Crowes i Meat Puppets han rebut diverses certificacions RIAA als EUA.
Marsha Zazula, la cofundadora de Megaforce Records, va morir de càncer el 10 de gener de 2021 a l'edat de 68 anys. El seu marit Jon va morir un any després, l'1 de febrer de 2022, als 69 anys.